# 聖弗蘭西斯科德爾耶索區
6°37′01″S 77°46′01″W / 6.617°S 77.767°W
聖弗蘭西斯科德爾耶索區（西班牙語：Distrito de San Francisco del Yeso），是秘魯的一個區，位於該國北部亞馬遜大區的盧亞省，始建於1920年8月16日，面積113.9平方公里，海拔高度2,400米，2005年人口738，人口密度每平方公里6.5人。